# Lista siturilor arheologice din județul Brăila - L
Lista siturilor arheologice din județul Brăila - L conține toate siturile arheologice din județul Brăila înscrise în Repertoriul Arheologic Național (RAN) și aflate în localități al căror nume începe cu litera L. RAN este administrat de Ministerul Culturii și Patrimoniului Național și cuprinde date științifice, cartografice, topografice, imagini și planuri, precum și orice alte informații privitoare la zonele cu potențial arheologic, studiate sau nu, încă existente sau dispărute.
Puteți căuta un sit din localitățile care încep cu litera L folosind formularul de mai jos sau puteți naviga prin toate siturile din județ la Lista siturilor arheologice din județul Brăila.
| Cod RAN                                  | Denumire | Localitate                           | Adresă              | Datare                          | Descoperit | Coordonate                                 | Imagine           | Erori            |
| ---------------------------------------- | --- | ------------------------------------ | ------------------- | ------------------------------- | ---------- | ------------------------------------------ | ----------------- | ---------------- |
| 42959.06.01                              | Tumulul de la Lișcoteanca - "Movila Bobii Negrii" / ansamblu anonim (Categorie: descoperire funerară) (Tip: Tumul)                 | sat Lișcoteanca, comuna Bordei Verde | Movila Bobii Negrii |                                 |            |                                            | Încărcați imagine | Raportați eroare |
| 42959.05.01                              | Așezarea Gumelnița de la Lișcoteanca - "Movila Olarului" / ansamblu anonim (Categorie: locuire civilă) (Tip: Așezare)              | sat Lișcoteanca, comuna Bordei Verde | Movila Olarului     | Gumelnița - A1 și A2            |            |                                            | Încărcați imagine | Raportați eroare |
| 42959.04.01                              | Tumulul de la Lișcoteanca - "Movila Matache" / ansamblu anonim (Categorie: descoperire funerară) (Tip: Tumul)                      | sat Lișcoteanca, comuna Bordei Verde | Movila Matache      |                                 |            |                                            | Încărcați imagine | Raportați eroare |
| 42959.03.01                              | Tumulul de la Lișcoteanca - "Movila Boii Negrii" / ansamblu anonim (Categorie: descoperire funerară) (Tip: Tumul)                  | sat Lișcoteanca, comuna Bordei Verde | Movila Boii Negrii  |                                 |            |                                            | Încărcați imagine | Raportați eroare |
| 42959.02.01                              | Tumulul de la Lișcoteanca - "Movila Filiu" / ansamblu anonim (Categorie: descoperire funerară) (Tip: Tumul)                        | sat Lișcoteanca, comuna Bordei Verde | Movila Filiu        |                                 |            |                                            | Încărcați imagine | Raportați eroare |
| 43439.01 (Cod LMI: BR-IV-a-B-02174)      | Cruci de piatră la Lacu Rezii (Categorie: descoperire funerară) (Tip: cruce)                                                       | sat Lacu Rezii, oraș Ânsurăței       |                     | sec. XVIII                      |            |                                            | Încărcați imagine | Raportați eroare |
| 42959.01.01 (Cod LMI: BR-I-m-B-02056.04) | Situl arheologic de la Lișcoteanca - "Moș Filon" / ansamblu anonim (Categorie: locuire civilă) (Tip: Așezare)                      | sat Lișcoteanca, comuna Bordei Verde | Moș Filon           | Boian - Giulești                |            | 45°00′06″N 27°33′00″E / 45.00167°N 27.55°E | Încărcați imagine | Raportați eroare |
| 42959.01.02 (Cod LMI: BR-I-m-B-02056.03) | Situl arheologic de la Lișcoteanca - "Moș Filon" / ansamblu anonim (Categorie: locuire civilă) (Tip: Așezare)                      | sat Lișcoteanca, comuna Bordei Verde | Moș Filon           | Gumelnița - A1 și A2            |            | 45°00′06″N 27°33′00″E / 45.00167°N 27.55°E | Încărcați imagine | Raportați eroare |
| 42959.01.03 (Cod LMI: BR-I-m-B-02056.02) | Situl arheologic de la Lișcoteanca - "Moș Filon" / ansamblu Morminte sarmatice (Categorie: locuire civilă) (Tip: Grup de morminte) | sat Lișcoteanca, comuna Bordei Verde | Moș Filon           | sarmatică sec. II - III p. Chr. |            | 45°00′06″N 27°33′00″E / 45.00167°N 27.55°E | Încărcați imagine | Raportați eroare |
| 42959.01.04 (Cod LMI: BR-I-m-B-02056.01) | Situl arheologic de la Lișcoteanca - "Moș Filon" / ansamblu Morminte pecenege (Categorie: locuire civilă) (Tip: Grup de morminte)  | sat Lișcoteanca, comuna Bordei Verde | Moș Filon           | sec. X - XI p. Chr.             |            | 45°00′06″N 27°33′00″E / 45.00167°N 27.55°E | Încărcați imagine | Raportați eroare |